# Симомура, Юкио
Юкио Симомура (яп. 下村 幸男 Симомура Юкио, род. 25 января 1932, Хиросима) — японский футболист.

## Карьера

### Клубная
На протяжении своей футбольной карьеры выступал за клуб «Тоё Индастрис».

### В сборной
В 1955 году сыграл за национальную сборную Японии 1 матч. Также участвовал в Олимпийских играх 1956 года.

## Личная жизнь
6 августа 1945 года пережил атомную бомбардировку Хиросимы.

## Статистика за сборную
| Сборная Японии | Сборная Японии | Сборная Японии |
| Год            | Матчи          | Голы           |
| -------------- | -------------- | -------------- |
| 1955           | 1              | 0              |
| Итого          | 1              | 0              |